# Final da Liga dos Campeões da UEFA de 2025–26
A Final da Liga dos Campeões da UEFA de 2025-26 será a partida final da Liga dos Campeões da UEFA de 2025–26, a 71ª temporada do principal torneio de futebol de clubes da Europa organizado pela UEFA, e a 34ª temporada desde que foi renomeado de Taça dos Clubes Campeões Europeus para Liga dos Campeões da UEFA. Será disputado na Puskás Aréna em Budapeste, Hungria, em 30 de maio de 2026.
Os vencedores ganharão o direito de jogar contra os vencedores da UEFA Europa League de 2025–26 na Supercopa da UEFA de 2026, competir na final da Copa Intercontinental da FIFA de 2026 e se classificar para a Copa do Mundo de Clubes da FIFA de 2029. Os vencedores também se classificarão para entrar na fase de liga da UEFA Champions League de 2026–27, a menos que já tenham se classificado para a Champions League por meio de seu desempenho na liga (nesse caso, a lista de acesso será rebalanceada).

## Seleção da sede
Em 17 de maio de 2023, a UEFA abriu o processo de licitação para a final, que foi realizada paralelamente à final de 2027. Os licitantes interessados poderiam licitar para uma ou ambas as finais. Os locais propostos tinham que incluir grama natural e ser classificados como um estádio de categoria quatro da UEFA , com capacidade bruta de pelo menos 70.000 preferencialmente. O cronograma de licitação foi o seguinte:
- 17 de maio de 2023: inscrições formalmente convidadas
- 17 de julho de 2023: Data limite para registro de intenção de licitação
- 26 de julho de 2023: Requisitos de licitação disponibilizados aos licitantes
- 15 de novembro de 2023: Apresentação do dossiê preliminar de licitação
- 21 de fevereiro de 2024: Apresentação do dossiê final da proposta
- 22 de maio de 2024: Nomeação do anfitrião

O Comité Executivo da UEFA nomeou a Puskás Aréna como anfitriã durante a sua reunião em Dublin, República da Irlanda, em 22 de maio de 2024.

## Partida

### Detalhes
A final foi disputada em 31 de maio de 2025 no Allianz Arena, em Munique. A equipe "mandante" (por fins administrativos) foi determinada por um sorteio adicional após os sorteios das quartas de final e semi-final.
| 31 de maio de 2025 |  | – |  | Puskás Aréna, Budapeste |
| 21:00              |  |   |  |                         |

|  | Regras de jogo - 90 minutos - 30 minutos de Prorrogação se necessário - Disputa de pênaltis se o placar ainda estiver empatado - Máximo de doze jogadores no banco de reservas - Máximo de cinco substituições, sendo permitida uma sexta na prorrogação - Máximo de três oportunidades de substituição, sendo permitida uma quarta na prorrogação |

## Links externos
- Site oficial